# Strömsjön, Blekinge
Strömsjön är en sjö i Ronneby kommun i Blekinge och ingår i Bräkneån-Mieåns kustområde. Sjön är 11,6 meter djup, har en yta på 0,102 kvadratkilometer och befinner sig 109,3 meter över havet. Sjön avvattnas av vattendraget Klockarebäcken (Tattån). Vid provfiske har abborre, gädda och mört fångats i sjön.

## Delavrinningsområde
Strömsjön ingår i det delavrinningsområde (624914-144795) som SMHI kallar för Ovan 624560-144975. Medelhöjden är 109 meter över havet och ytan är 17,25 kvadratkilometer. Det finns inga avrinningsområden uppströms utan avrinningsområdet är högsta punkten. Klockarebäcken (Tattån) som avvattnar avrinningsområdet har biflödesordning 2, vilket innebär att vattnet flödar genom totalt 2 vattendrag innan det når havet efter 23 kilometer. Avrinningsområdet består mestadels av skog (89 %). Avrinningsområdet har 0,69 kvadratkilometer vattenytor vilket ger det en sjöprocent på 4 %.